# Île Mitchell
L'île Mitchell est une île de Colombie-Britannique, dans le bras Nord du fleuve Fraser, située entre Vancouver et Richmond dont elle fait partie.

## Histoire

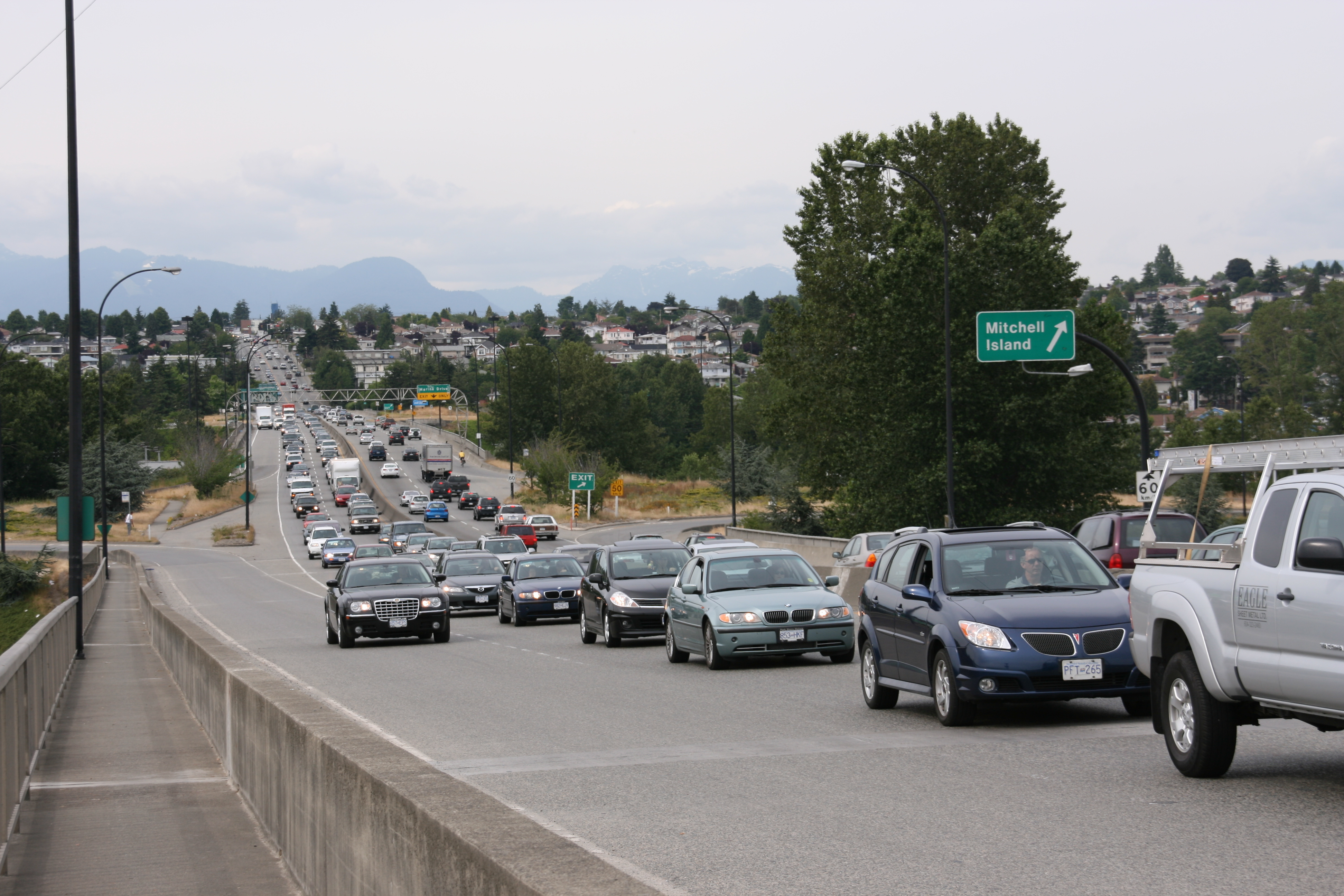
Le Knight Street Bridge

Ancienne terre agricole, l'île est aujourd'hui utilisée à des fins industrielles. Elle est traversée par deux ponts dont le plus important est le Knight Street Bridge (en), artère majeure entre Richmond et Vancouver. 
Elle tient son nom d'Alexander Mitchell.